# Tomasz Bąk
Tomasz Bąk (* 1991 in Tomaszów Mazowiecki) ist ein polnischer Dichter.

## Leben
Bąk debütierte 2011 mit dem Band Kanada, für den er 2012 mit dem Breslauer Lyrikpreis Silesius für das Debüt des Jahres ausgezeichnet wurde.
2017 wurde sein zweiter Band [beep] Generation für den Wisława-Szymborska-Preis nominiert.
Er lebt in Łódź.

## Bibliografie
- Kanada, 2011 (Gewinner des Breslauer Lyrikpreises Silesius 2012)
- [beep] Generation, 2016 (nominiert für den Wisława-Szymborska-Preis 2017)
- Utylizacja. Pęta miast, 2018